# Adelardo
Adelardo Rodríguez Sánchez, plus communément appelé Adelardo est un footballeur espagnol, né le 26 septembre 1939 à Badajoz.

## Biographie
Il fait ses débuts dans le football à l'âge de 16 ans au CF Extremadura. Il est ensuite transféré, en 1957, vers le Club Deportivo Badajoz, qui jouait dans le groupe 2 du Segunda. En juin 1959, le club de l'Atlético de Madrid le détecte lors d'un tournoi amical à Badajoz puis lui fait, sur la demande de l'entraîneur Ferdinand Daučík, une proposition quelques jours plus tard.
Il commence ainsi sa carrière dans la première division espagnole le 13 septembre 1959. Ce jour-là, l'Atletico rencontrait alors l'Unión Deportiva Las Palmas à Las Palmas de Grande Canarie. L'Atlético gagne le match trois à zéro, Adelardo marquant le premier but du match au bout de onze minutes de jeu.
Avec le club rojiblanco, il remporte trois Liga, cinq coupes du roi, deux coupes Mohamed V, une coupe des coupes. Il remporte également une coupe intercontinentale en 1975.
Peu après sa retraite, le second club de la capitale organise un match de gala pour le remercier pour sa carrière. 
Ce match, disputé dans le stade Vicente-Calderon, se solde par une défaite de l'équipe espagnole face à la sélection mexicaine. Avec 553 matchs sous le maillot de l'Atlético, il est le deuxième joueur le plus capé de l'histoire du club, dépassé en 2022 par Koke. 
Bien qu'il se soit retiré du monde professionnel, il continue le sport de haut niveau, en jouant avec Inter Fútbol Sala et en remportant le premier tournoi officiel organisé par la fédération espagnole de football. Il a également été président du Club Futbol Badajoz, club de sa ville natale.

## Sélection nationale
Adelardo joua à 14 reprises avec la sélection de football espagnole.
Il disputa son premier match le 6 juin 1962, lors de la coupe du monde de football de 1962 au Chili, Toutefois il ne joua qu'un match sur les trois, en tant que titulaire : contre l'Brésil, ce qui constitue sa première sélection. De plus, il inscrit un but à la 35e minute, mais insuffisant pour gagner le match (1-2). L'Espagne est éliminée dès le premier tour.
Il participe à l'Euro 1964. Bien que ne jouant aucun match dans le tournoi final, il remporte néanmoins le titre de champion d'Europe 1964.
Il participe aussi à la Coupe du monde de football de 1966, en Angleterre. Comme en 1962, il ne dispute qu'un match sur trois en tant que titulaire contre la RFA. Il n'inscrit pas de but, l'Espagne est éliminée au premier tour.
Sa dernière sélection est honorée le 28 octobre 1970, à Saragosse, contre la Grèce, par une victoire (2-1).
Ses deux buts en sélection sont marqués contre le Brésil et contre l'Écosse lors d'un match amical en juin 1963.

## Clubs
- 1956-1957 : CF Extremadura
- 1957-1959 : CD Badajoz
- 1959-1976 : Atlético de Madrid

## Palmarès
- Coupe Mohamed V
  - Vainqueur en 1965 et en 1970
- Coupe d'Espagne de football
  - Vainqueur en 1960, en 1961, en 1965, en 1972 et en 1976
- Championnat d'Espagne de football
  - Champion en 1966, en 1970 et en 1973
  - Vice-champion en 1961, en 1963, en 1965 et en 1974
- Championnat d'Europe de football
  - Vainqueur en 1964
- Coupe intercontinentale
  - Vainqueur en 1974
- Coupe d'Europe des vainqueurs de coupe de football
  - Vainqueur en 1962
  - Finaliste en 1963
- Ligue des champions de l'UEFA
  - Finaliste en 1974